# كوستا باجيتش
كوستا باجيتش هو لاعب كرة قدم صربي في مركز الهجوم، ولد في 7 سبتمبر 1989 في نوفي ساد في صربيا. لعب مع نادي ياغودينا.

## وصلات خارجية
- كوستا باجيتش على موقع قاعدة بيانات كرة القدم.إي يو (الإنجليزية)
- كوستا باجيتش على موقع Soccerway.com (الإنجليزية)